# Мокрый Куст
Мокрый Куст — посёлок в Ульяновском районе Ульяновской области. Входит в состав Зеленорощинского сельского поселения.

## География
Находится на расстоянии примерно 23 километра по прямой на юго-запад от районного центра поселка Ишеевка.

## Население
Население составляло 149 человека в 2002 году (русские 56 %), 137 по переписи 2010 года.